# Elizabeth (Wirginia Zachodnia)
Elizabeth – miasto w Stanach Zjednoczonych, w stanie Wirginia Zachodnia, w hrabstwie Wirt.